# Жерновський сільський округ
Жерно́вський сільський округ (каз. Жернов ауылдық округі, рос. Жерновский сельский округ) — адміністративна одиниця у складі Бородуліхинського району Абайської області Казахстану. Адміністративний центр — село Жерновка.
Населення — 973 особи (2021; 1335 у 2009, 1712 у 1999, 2660 у 1989).
Станом на 1989 рік існувала Жерновська сільська рада (села Баришовка, Боровлянка, Жерновка, Піднебесне, Поллог, Успенка) колишнього Новошульбинського району з центром у селі Боровлянка. 1998 року села Баришовка, Піднебесне, Успенка були передані до складу Бородуліхинського сільського округу.

## Склад
До складу округу входять такі населені пункти:
| Населений пункт  | Старі назви | Населення, осіб (1989) | Населення, осіб (1999) | Населення, осіб (2009) | Населення, осіб (2021) |
| ---------------- | ----------- | ---------------------- | ---------------------- | ---------------------- | ---------------------- |
| Боровлянка, село | -           | 361                    | 325                    | 226                    | 179                    |
| Жерновка, село   | -           | 1250                   | 1105                   | 893                    | 629                    |
| Поллог, село     | Пол-Лог     | 317                    | 282                    | 216                    | 165                    |